# Synagoga Chóralna w Witebsku
Synagoga Chóralna w Witebsku, zwana Zaruczewską oraz Wielką (biał. Вялікая Сінагога ў Віцебску, ros. Заручайная Синагога) – nieistniejąca synagoga znajdująca się w Witebsku przy ulicy Staromohylewskiej obecnie zwanej Michaiła Kalinina.

## Historia
Synagoga została wzniesiona po odparciu ataku wojsk napoleońskich na Rosję, jednak za rządów Mikołaja I władze miejskie skonfiskowały ją umieszczając w niej stajnię. Prawo użytkowania budynku przywrócił witebskim Żydom car Aleksander I, jednak dopiero w 1890 władze miejskie zgodziły się na remont synagogi. Sfinansowano go z wpływów podatkowych, jakie władze otrzymywały od ludności żydowskiej za prawo handlu mięsem.
W 1899 odbyło się uroczyste otwarcie synagogi, pierwsze nabożeństwo po latach poprowadził rabin Ber Gitelzon. Uroczystość zaszczycił swoją obecnością główny chazan Rygi, pochodzący z Witebska, Cwi-Josif Kohan (Kogan).
Białoruski historyk sztuki Alaksandr Łokotko podaje z kolei w swojej książce datę 1630 jako przybliżony okres budowy synagogi, która miała jednak ulegać tak licznym przebudowom, że zatraciła swój pierwotny wygląd. Główna fasada synagogi na początku XX wieku była dwupiętrowa, postawiona na wysokim cokole. Po obu jej stronach stały jednopiętrowe dobudowy. Została zamknięta przez władze bolszewickie w 1929. Podczas II wojny światowej została zburzona.